# Tony Dolan
Pour les articles homonymes, voir Dolan.
Anthony "Tony" Dolan, également connu sous le pseudonyme de The Demolition Man, est un musicien et acteur britannique.
Ancien leader du groupe Atomkraft (membre éminent de la scène thrash metal britannique), il rejoint en 1989 le célèbre groupe Venom, succédant alors en tant que frontman au légendaire Cronos. Il quitte le groupe en 1993, n'ayant pas su convaincre les fans du groupe de la légitimité de sa présence au sein de Venom. Après de nombreux projets divers, il reforme Atomkraft en 2005 puis retrouve Mantas (ex-guitariste de Venom) en 2010 au sein du groupe Mpire of Evil.
Tony Dolan est également un acteur de cinéma et de télévision. Il interpréta notamment un second rôle d'importance dans le film de Peter Weir Master and Commander : De l'autre côté du monde (Master and Commander: The Far Side of the World), sorti en 2003, où il donne la réplique à Russell Crowe, Paul Bettany et Billy Boyd.

## Discographie

### AvecAtomkraft
- 1985 : Future Warriors (LP studio)
- 1987 : Conductors Of Noize (EP)
- 2004 : Total Metal : The Neat Anthology (anthologie 2 CD)
- 2011 : Cold Sweat (EP)
- 2012 : The Dark Angel (à paraître)

### AvecVenom
- 1989 : Prime Evil
- 1990 : Tear Your Soul Apart (EP)
- 1991 : Temples Of Ice
- 1992 : The Waste Lands
- 1999 : Old, New, Borrowed and Blue (compilation)
- 2002 : Bitten (live)
- 2002 : Kissing The Beast (anthologie 2 CD)
- 2003 : Witching Hour (live)

### AvecMpire of Evil
- 2011 : Creatures Of The Black (EP)
- 2012 : Hell To The Holy
- 2013 : Crucified

### Avec Joe Matera
- 2011 : Slaves To The Fingers (EP)
- 2012 : Creature Of Habit

### Participations
- 2004 : Zero Tolerance (album solo de Mantas)

## Filmographie
- 2003 : Master and Commander : De l'autre côté du monde de Peter Weir